# Kaja Korošec
Kaja Korošec, née le 17 novembre 2001 à Slovenska Bistrica, est une footballeuse internationale slovène. Elle évolue actuellement au poste de milieu de terrain au Paris FC.

## Biographie
Kaja Korošec nait dans une famille de sportifs de haut niveau. Son père et son frère aîné sont footballeurs, ainsi que son frère jumeau Alen qui a joué pour le NK Rogaškaet le club bulgare PFK Botev Plovdiv. Ses cousins, Tonček et Žiga Štern, jouent pour l'équipe de Slovénie de volley-ball.
Elle commence le football avec le club local, le NK Bistrica.
Elle rejoint ensuite le ŽNK Pomurje. En 2019, elle est élue meilleure joueuse de la saison. Lors de la saison 2020-2021, elle finit première du classement des meilleures buteuses du championnat slovène avec 32 buts en 17 matchs, ex-aequo avec Nina Kajzba du même club ainsi qu'Ana Milović du ŽNK Olimpija Ljubljana. En 2023, alors que le club devient la section féminine du NŠ Mura, elle marque lors du premier match du désormais ŽNK Mura face à l'Austria Vienne.
À l'intersaison 2023, elle rejoint le championnat de France et signe au Paris FC. Pour son premier match officiel, lors du 1er tour préliminaire de Ligue des champions, elle marque le quatrième et dernier but de son nouveau club face au Kryvbass.
Le 16 Juillet 2024 a marqué sa cinquantième séléction en équipe nationale lors du match contre la Macédoine du Nord pour les qualifications du Championnat d'Europe féminin de football 2025.
En 2025, le Paris FC remporte la Coupe de France face au Paris Saint-Germain et lors de la Ligue des Nations, la Slovénie réussit une qualification historique en Ligue A.
En Août 2025, elle signe jusqu'en 2028 au Paris FC, prolongeant son contrat initial de deux saisons supplémentaires.

## Palmarès
ŽNK Pomurje puis ŽNK Mura
- Championnat de Slovénie (4) :
  - Championne en 2019, 2021, 2022 et 2023
- Coupe de Slovénie (3) :
  - Vainqueure en 2018, 2019 et 2023

 Paris FC
- Coupe de France (1)
  - Vainqueure en 2025